# Felsőkelecsény
Felsőkelecsény là một thị trấn thuộc hạt Borsod-Abaúj-Zemplén, Hungary. Thị trấn này có diện tích 7,99 km², dân số năm 2010 là 385 người, mật độ 48 người/km².